# Margaret Sixel

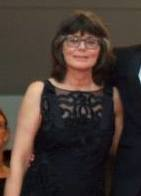
Margaret Sixel

Margaret Sixel ist eine australische Filmeditorin und Oscarpreisträgerin.
Sixel war ab Mitte der 1980er Jahre zunächst als Schnittassistentin aktiv. Ab 1994 folgten mehrere Produktionen, an denen sie als eigenständige Editorin beteiligt war. Der Dokumentarfilm Australien: 40.000 Years of Dreaming aus dem Jahr 1997 war die erste Produktion, bei der sie mit dem Regisseur George Miller zusammenarbeitete. Es folgten Schweinchen Babe in der großen Stadt (1998), Happy Feet (2006) und Mad Max: Fury Road (2015), außerdem Three Thousand Years of Longing (2022) und Furiosa: A Mad Max Saga (2024).
Ihre Arbeit an Mad Max: Fury Road brachte ihr bei den British Academy Film Awards 2016 die Auszeichnung in der Kategorie Bester Schnitt ein. In der gleichen Kategorie wurde sie 2016 von den American Cinema Editors sowie dem Australian Film Institute geehrt. Ferner erhielt sie neben weiteren Auszeichnungen auch den Oscar in der Kategorie Bester Schnitt.
Sixel und George Miller sind verheiratet und haben gemeinsame Kinder.

## Filmografie (Auswahl)
- 1994: Mary
- 1997: Australien: 40.000 Years of Dreaming
- 1998: Schweinchen Babe in der großen Stadt (Babe: Pig in the City)
- 2006: Happy Feet
- 2015: Mad Max: Fury Road
- 2022: Three Thousand Years of Longing
- 2024: Furiosa: A Mad Max Saga